# Самуель Гольм
Самуель Рубен Ліч Гольм (швед. Samuel Ruben Leach Holm, нар. 9 жовтня 1997, Окерсберга, Швеція) — шведський футболіст, півзахисник клубу «Геккен» та національної збірної Швеції.

## Ігрова кар'єра

### Клубна
Самуель Гольм починав грати у футбол у своєму рідному місті Окерсберга. У віці 11 - ти років він приєднався до клубної академії столичного «Юргордена», де пройшов через всі вікові команди юнацького футболу. 22 лютого 2015 року Гольм вперше потрапив до заявки «Юргордена» на кубковий матч але на поле того разу не виходив.
В лютому 2016 року футболіст підписав професійний контракт з клубом «Отвідабергс». Влітку 2017 року Гольм перейшов до клубу «Соллентуна», з якою грав у третьому дивізіоні чемпіонату Швеції. В листопаді 2018 року Гольм підписав дворічний контракт з клубом Супереттан «Вестерос» але вже влітку 2019 року повернувся до «Соллентуни» на правах оренди. Влітку 2020 року футболіст розірвав контракт з «Вестеросом» і другу частину сезону догравав у клубі «Далькурд».
Перед початком сезону 2021 року Гольм приєднався до столичного клубу «Броммапойкарна», що грав у третьому дивізіоні і за два сезони разом з клубом піднявся до елітної ліги. 8 квітня 2023 року у матчі проти «Мальме» Гольм дебютував в елітному дивізіоні чемпіонату Швеції.
Сезон 2024 року півзахисник почав у складі «Юргордена», куди перейшов як вільний агент. Та вже у серпні він став гравцем «Геккена», підписавши з клубом контракт до кінця 2027 року. З яким у травні 2025 року виграв національний Кубок Швеції.

### Збірна
12 січня 2024 року в товариському матчі проти команди Естонії Самуель Гольм дебютував у складі національної збірної Швеції.

## Титули
Геккен
 Переможець Кубка Швеції: 2024/25